# Jaume Domènech i Roca
Jaume Domènech i Roca (Viladecans, 16 de febrer de 1914 - Barcelona, 27 d'agost de 2004) fou un futbolista català de les dècades de 1930 i 1940.

## Trajectòria
Jugava a la posició d'extrem dret. Jugà al RCD Espanyol tres temporades i mitja, entre 1932 i 1935, sense disposar de massa minuts. Guanyà un Campionat de Catalunya. Els pocs minuts jugats a l'Espanyol el portaren a fitxar pel València CF tot just abans de començar la lliga de la temporada 1935-36. Amb el València visqué una brillant etapa que es perllongà fins al 1941, passada la Guerra Civil. Guanyà tres campionats valencians i una Copa d'Espanya. Amb l'arribada d'Epi a la seva posició, la seva participació en l'equip disminuí, marxant poc després al CD Málaga i més tard al Reial Múrcia CF, club amb el qual retornà a la primera divisió espanyola. Posteriorment retornà a Catalunya per jugar a la UE Sants, UD Viladecans, CF Gavà i FC Santboià.
Disputà cinc partits amb la selecció catalana de futbol, entre ells els dos partits enfront de la selecció del Brasil disputats el 1934. També jugà amb la selecció del País Valencià. L'any 1948 fou objecte d'un homenatge a la seva localitat natal Viladecans.

## Palmarès
RCD Espanyol
- Campionat de Catalunya de futbol: 1932-33

València CF
- Campionat de València de futbol: 1932-33, 1936-37, 1939-40
- Copa del Rei de futbol: 1940-41